# Kanton Montigny-en-Gohelle
Kanton Montigny-en-Gohelle (francouzsky Canton de Montigny-en-Gohelle) byl francouzský kanton v departementu Pas-de-Calais v regionu Nord-Pas-de-Calais. Tvořily ho dvě obce. Zrušen byl po reformě kantonů 2014.

## Obce kantonu
- Hénin-Beaumont (část)
- Montigny-en-Gohelle